# Ponte Kadin
Il Ponte Kadin (in bulgaro Кадин мост?, traslitterato Kadin most), conosciuto anche come Ponte di Nevestino (in bulgaro Невестин мост?, traslitterato Nevestin most), dal nome del vicino villaggio, è un ponte in pietra del XV secolo che attraversa il fiume Struma presso il villaggio di Nevestino, nel distretto di Kjustendil, sud ovest della Bulgaria.

## Descrizione
Il ponte, usato sia dai pedoni che per il transito di auto e furgoni, ha una lunghezza complessiva di circa 100 metri ed è formato da cinque arcate semicircolari in pietra, la maggiore delle quali, situata al centro, ha una luce di circa 20 metri. In mezzo alle colonne tra le arcate si trovano delle aperture che permettono un maggior deflusso dell'acqua in caso di piena.
Un'iscrizione in turco su una lastra di granito posta sul parapetto del ponte ricorda come esso sia stato realizzato nel 1470 per volere del visir turco Ishak Pasha durante il regno del sultano ottomano Maometto II, che al tempo governava la regione.
Il ponte è considerato un notevole esempio di architettura tardo-medievale e rinascimentale e nel 1968 il ponte è stato dichiarato monumento di importanza nazionale.
Il 25 aprile 2018 le poste bulgare hanno emesso un francobollo raffigurante il Ponte Kadin per l'annuale emissione della serie Europa.

## Il nome e le leggende sulla sua costruzione

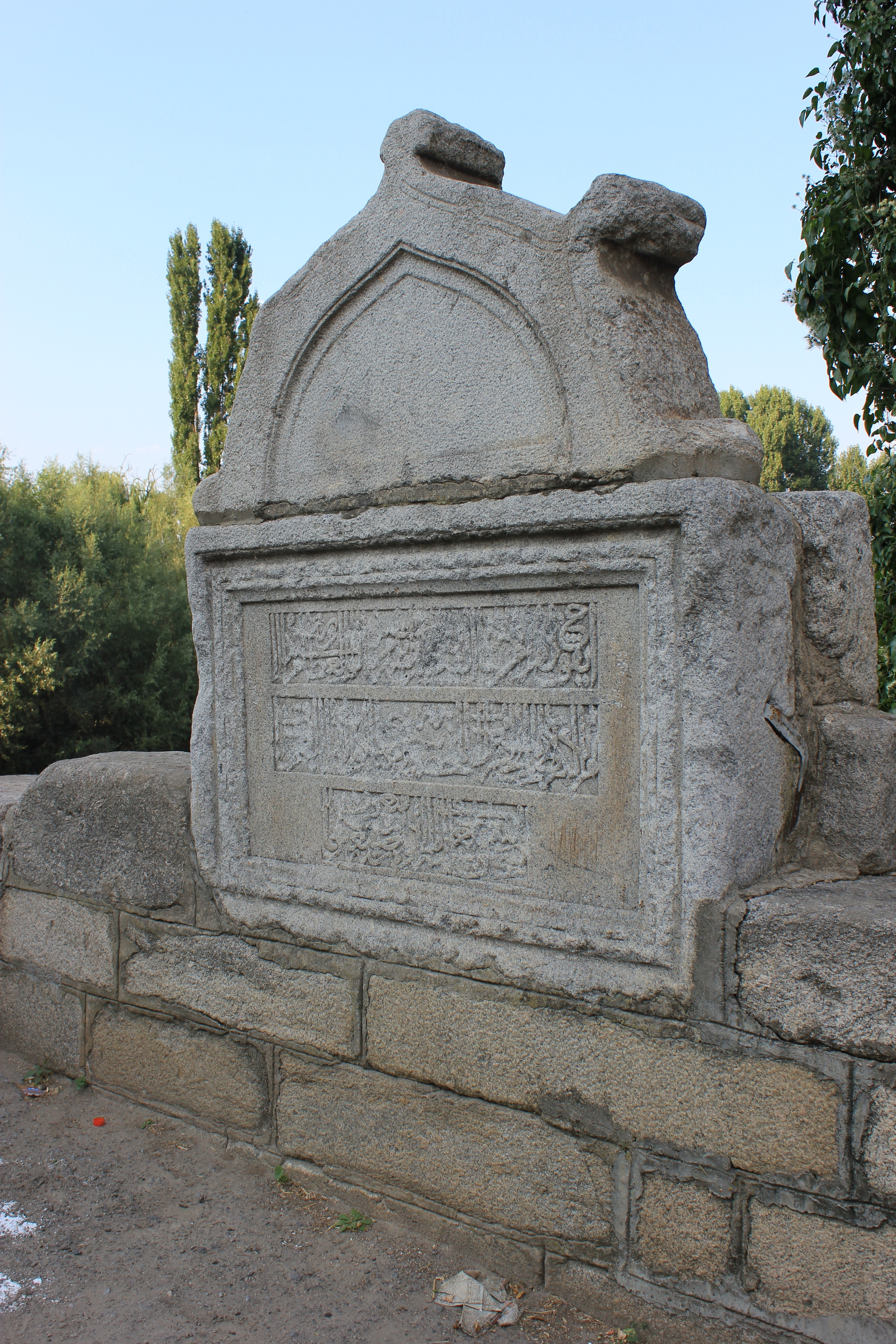
L'iscrizione in turco sul parapetto del ponte

Non è certa l'origine del nome del ponte. Secondo una ipotesi esso deriverebbe dal termine turco kadia o qadi, che indicava la carica di giudice, a rimarcare la sua costruzione per volere dell'autorità ottomana. Secondo un'altra ipotesi deriverebbe invece dal turco kadun, ossia sposa, termine all'origine anche del nome del vicino villaggio di Nevestino che in bulgaro ha il significato di sposa o ragazza.
Sulla base della seconda ipotesi sull'origine del nome sono nate alcune leggende. Secondo la prima di esse, tre fratelli del vicino villaggio avevano avuto l'incarico di costruire il ponte, ma ciò che veniva realizzato durante il giorno era distrutto dalla furia dell'acqua durante la notte. Capendo che avrebbero potuto portare a termine l'opera solo sacrificando qualcosa di molto prezioso, i fratelli decisero che avrebbero offerto in sacrificio la prima delle loro mogli che il giorno seguente fosse giunta al ponte per portare il pranzo al marito. La prima ad arrivare, portando con sé il figlio ancora in fasce, fu la moglie del più giovane dei fratelli, che nonostante il dolore del marito fu murata all'interno di una delle colonne del ponte, lasciando solo una apertura all'altezza del petto affinché ella potesse allattare un'ultima volta il figlio neonato.
Secondo un'altra leggenda il sultano ottomano stava attraversando con il suo esercito il villaggio quando si imbatté nel corteo di un matrimonio. Mentre la maggior parte dei presenti fuggirono spaventati, la giovane sposa rimase al suo posto inchinandosi al sultano il quale, per premiare il suo coraggio, le propose di esaudire un suo desiderio. La ragazza chiese allora la costruzione di un ponte che le permettesse di fare visita alla madre che abitava dalla parte opposta del fiume. Il ponte fu quindi realizzato e chiamato ponte della sposa.